# چینی هوی
زبان‌های هوی یا هویژو (چینی ساده‌شده: 徽州话، چینی سنتی: 徽州話، پین‌یین: Huīzhōu Huà) گروهی از زبان‌های مرتبط چینی هستند که در منطقه تاریخی هویژو در بیش از ده شهرستان در جنوب آن‌هوئی به همراه چند بخش همسایه در چجیانگ و جیانگشی تکلم می‌شوند.
اگرچه منطقه زبانی هوی در مقایسه با سایر گروه‌های گویشی چینی کوچک است، اما از میزان بسیار زیادی تنوع برخوردار است. تقریباً هر شهرستان لهجه متمایز خود را دارد که برای سخنوران چند شهرستان دورتر غیرقابل فهم است. به همین دلیل، دو زبانگی و چندزبانگی در میان گویشوران هوی متداول است. تخمین زده می‌شود که حدود ۴٫۶ میلیون گوشور از انواع هویژو وجود داشته باشد.